# Naram Garam
Naram Garam ist ein Hindi-Film von Hrishikesh Mukherjee aus dem Jahr 1981.

## Handlung
Kusum und ihr Vater werden aus ihrer Wohnung geworfen, da sie ihre Schulden nicht mehr bezahlen können. Ramprasad, der in Kusum verliebt ist, kommt ihnen zu Hilfe und bringt sie in dem Haus von Bhavani Shankar, seinem Arbeitgeber, unter. Bhavani ist Witwer und sehr abergläubisch. Von seinen Arbeitern und seiner Familie wird er gefürchtet, obwohl er selbst vor seiner Mutter Angst hat.
Ramprasad verhalf Bhavani zum Besitz des Hauses seiner Vorfahren. Er ist beauftragt, das Haus in einen bewohnbaren Zustand für Kusum und ihren Vater zu bringen. Als dies der Gutsverwalter, Gajanan Babu, zu Ohren kommt, will der den Hausbesitzer enteignen. Doch er unterliegt Kusums Charme, vergisst jegliche Enteignung und hält um ihre Hand an.
Hilflos wenden sich Kusum und Ramprasad an Bhavanis jüngeren Bruder Babua. Erfolgreich bringt er Gajanan von dessen Heiratsplänen ab. Dennoch ist er entschlossen Kusum und ihren Vater zu enteignen. Hinzu kommt, dass auch Babua ebenfalls von Kusums Schönheit verzaubert ist. Schließlich wendet sich Ramprasad an Bhavani selbst, der zu allem Übel auch ein Auge auf Kusum geworfen hat. Letztendlich endet die Geschichte mit der Hochzeit von Kusum und Ramprasad.

## Musik
| Lied                    | Sänger                            |
| ----------------------- | --------------------------------- |
| Are Ayegi Hi Ab         | Sushma Shreshta, Shatrughan Sinha |
| Hamein Raaston Ki       | Asha Bhosle                       |
| Mere Angana Aaye Re     | Asha Bhosle                       |
| Mere Chehre Mein Chupa  | Asha Bhosle                       |
| Kaisa Saadi Rachai Hain | Sapan Chakraborty, Suresh Wadkar  |
| Naram Naram Raat        | Sapan Chakraborty, R. D. Burman   |

## Auszeichnungen
Filmfare Award 1982
- Filmfare Award/Bester Komiker an Utpal Dutt